# Bodi šop
Bodi šop (eng. The Body Shop) je kompanija iz sektora maloprodaje kozmetičkih proizvoda sa preko 2.000 prodavnica u više od 50 zemalja koju je osnovala Anita Roderik. Središte se nalazi u Litlhemptonu (Engleska). Ovaj maloprodajni lanac se više proslavilo zahvaljujući svojim aktivnostima u oblasti ljudskih prava, ekologije i zaštite životinja nego svojim poslovnim poduhvatima. Tokom svoje istorije Bodi šop nije prezao ni od organizovanja protesta protiv Šela i Nigerijske vlade kako bi sprečila nasilje nad Ogonijima koji naseljavaju naftom bogata područja Nigerije. Za ovu akciju Body Shop je angažovao svoje radnike, među kojima i svoje marketinške stručnjake na kreiranju plakata, bilborda i ostalih marketinških aktivnosti u sklopu protesta.
Aktivizam je u velikoj meri institucionalizovan u okviru kompanije. Zaposleni u Australijskoj podružnici Bodi šopa su obavezni da najmanje šesnaest časova godišnje rade za neki plemeniti cilj, dok njihove Britanske kolege imaju pravo na šest plaćenih dana godišnje, koje mogu provesti radeći u humanitarnoj organizaciji po izboru ili na nekoj kampanji vezanoj za društvene probleme. U jugo-istočnoj Aziji, menadžeri prodavnica su obavezni da pohađaju kurseve o društvenim vrednostima koje kompanija promoviše .

## Istorija kompanije
1976.
26. mart 1976. – otvorena prva prodavnica u Brajtonu, pomoću kredita od 4.000 funti. Asortiman je činilo oko 25 kozmetičkih artikla iz domaće radinosti. Svi proizvodi su ponuđeni u pet veličina(kako je sama Anita izjavila, više da bi se popunile police, nego zbog zadovoljavanja potreba potrošača). Roderikova je dobila ideju za ovaj poslovni poduhvat tokom šetnje Berklijem(grad) kada je videla prodavnicu pod imenom The Body Shop. Ime ove prodavnice, pa samim tim i lanca potiče od par slučajnih okolnosti. Naime, pre prodavnice kozmetičkih proizvoda u istom lokalu je bila auto-limarskla radnja tj. Body Shop na engleskom. Novi vlasnici, Pegi Šort i Džej Sonders su i tako dobili inspiraciju za ime. Anita Roderik je preuzela mnogo više od imena – asortiman je takođe kopiran. Čak su i neki proizvodi preuzeti. The Body Shop International je 1987. isplatio 3.5 miliona dolara za pravo korišćenja imena Pegi Šort i Džej Sondersu.
1978.
Nepune dve godine po osnivanju, kompanija potpisuje prvi franšizni ugovor u inostranstvu. Bio je to kiosk u Briselu.
1985.
Body Shop postaje akcionarsko društvo i prvi put sponzoriše bilborde Greenpeace-a
1986.
Prva velika zajedniča kampanja sa Greenpeace-om – „Save the Whales“
Formiran sopstveni tim za ekološke projekte.
Prvi proizvod od Community Trade dobavljača je uvršćena u asortiman - Footsie roller(Drveni masažer za noge). Dalji razvoj trgovinskih odnosa sa malom zajednicom u južnoj Indiji je doprineo osnivanju Teddy exports, jednog od najpoznatijih Community trade dobavljača.
1988.
Anita Roderik dobija OBE(Order of the British Empire) za svoj humanitari rad i aktivizam.
1989.
Ekspanizija na tržište Sjedinjenih Država.
1990.
Osnovana Body Shop fondacija
Kompanija posluje u 39 zemalja.
1991.
Osnovan The Big Issue - magazin za koji rade beskućnici(kao prodavci).
1993.
Kompanija je započela kampanju podizanja svestio o problemima Ogonija izazvanih neetičkim poslovanjem Šela u Nigeriji.
1994.
Uveden novi kanal prodaje The Body Shop at Home, prvo samo u Britaniji, 1995 u Kanadi, 1997 u Australiji, a 2001. u SAD-e i Irskoj.
1994.
Investicija u alternativne izvore energije sa ciljem da se iz obnovljivih izvora proizvede energije bar koliko lanac utroši. The Body Shop učestvuje sa 15% u projektu dobijanja električne energije iz vetra.
1995.
Nova Akademija Biznisa – osnovana sa ciljem da se menadžeri obrazuju u skladu sa etičkim principima i da steknu svest o uticaju poslovanja kompanija na društvo i prirodu.
Prvi put je sačinjen izveštaj o usklađenosti poslovanja kompanije sa vrdenostima koje Body Shop promoviše. Izveštaj je nazvan The Values Report(Izveštaj o vrednostima).
1997.
Body Shop postaje prva kozmetička kompanija koja se obavezala da sprovodi Humane Cosmetics Standard (HCS) kojim se, između ostalog, praktično zabranjuje testiranje na životinjama.
1999.
U Britaniji se uvodi Costumer Loyalty Scheme. Kupcima je pružena opcija da nagrade tj. njihov finansijski ekvivalent proslede humanitarnim fondovima ili pak da uzmu neki od artikala.
Donekle zakasnelo restrukturiranje je započeto. Osnovane su četiri poslovne celine, odnosno divizije za Ujedinjeno Kraljevstvo, Amerike, Evropu i Aziju
2000.
Završen je proces postepenog prelaza sa sopstvene proizvodnje na autsorsing (engl. outsourcing). Artikle iz „sopstvene produkcije Body Shopa“ praktično u potpunosti obezbeđuje Creative Outsourcing Solutions International Ltd.
Osnovana nagrada za rad u polju ljudskih prava Body Shop-a(The Body Shop Humen Rights Award
2002.
Anita i Gordon Roderik se povlače sa rukovođih funkcija.
Ovde stajemo sa pregledom istorije jer se ovim događajem završilo prvi period razvoja Body Shopa-a. U kratkom osvrtu na razvoj Body Shopa-a više je pažnje posvećeno aktivizmu nego poslovanju sa namerom da se pokaže specifičnost ove kompanije. No kako bez dobrog menadžemnta svakako se lanac ne bi proširio na 2047 objekata, nadalje pažnju posvećujemo analizi poslovnog uspeha i uzroka krize u devedesetim.

## Početni uspeh
Sedamdesetih godina nije postojao ni jedan lanac koji se bavio prodajom prirodnih kozmetičkih proizvoda niti su kompanije iz ove branše posvećivale pažnju „prirodnosi" njihovih proizvoda. Sa druge strane segment potrošača zasićenih marketingom, dovoljno obrazovanih, sa stavovima prema testiranju hemikalija na životinjama i drugim društvenim pitanjima je postao dovoljno veliki da se može eksploatisati.
Roderikova je jednostavno imala sreće da kopirajući ideju iz Amerike među prvima ako ne i prva uđe u do tada nepoznatu tržišnu nišu. Odnosno Body Shop se može smatrati stvaraocem nove tržišne niše – prirodnih kozmetičkih proizvoda u minimalističkom pakovanju netestiranih na životinjama. Anita Roderik je imala koristi od strategije plavog okeana, a da pri tome nije imala strategiju uopšte. Osnovne prednosti ove strategije odnosno početnog koncepta Body Shopa su:
- Konkurencija ili ne postoji ili su u pitanju kompanije koje gotovo da i ne konkurišu jedna drugoj nego, u većini slučajeva, šire tržište.
- Neefikasnosti i greške se relativno lako pokrivaju iz osetno veće marže nego na zrelim tržištima.
- Cela kompanija može se usmeriti na diferenciranje i smanjenje troškova

Na rezvijenijim tržištima, diferenciranje kompanje ili proizvoda po pravilu dovodi do porasta cene istog za krajnje potrošače dok su kompanije koje otkriju nova tržišta već diferencirane od drugih pa mogu da se koncentrišu na smanjenje troškova.

### Zaštita životinja, ljudska prava i antimarketing kao marketing strategija
Na početku ovog dela moram istaći da u potunosti podržavam proklamovanu politiku i praksu Body Shop-a, te sam se stoga odlučio da proučim detaljnije poslovanje ove kompanije. Imajući u vidu da se većina kompanija ne bi angažavala na društveno-korisnim projektima, a da na to nisu primorani ili da im to ne donosi korist, ovaj deo rada je napisan tako da demonstrira koristi za kompanije koje usvoje modele poslovanja slične Body Shop-u. Maretinške aktivnosi Body Shop-a se anliziraju samo sa aspekta profitabilnosi kompanije u nameri da se pokaže da su ulaganja za dobrobit široke zajednice profitabilna.
Anita Roderik je jednom izjavila da je marketing „neprijatelj ekologije". Prvobitna politika kompanije je zabranjivla reklamiranje u novinama i na televiziji. Cinici primećuju da na početku kompanija i nije mogla da se reklamira na televiziji. Međutim, to nije činjeno sve do druge polovine devedesetih, odnosno, Body Shop se nije reklamirao dugi niz godina i kad je imao finansijska sredstva na raspolaganju.
Naravno, ne znači da Body Shop nije vodio marketinške kampanje – one samo nisu imale mnogo veze sa proizvodima ni na prvi pogled sa kompanijom. Među prvim velikim kampanjama je bila „Save the Whales" sa Greenpeace-om. Na bilbordima se pojavljivao logo Body Shop-a koji ih je potuno finansirao. Kompanija je imala mnogo više koristi od ovakve kampanje nego da je postavljala klasične bilborde. Greepeace je poznat po bezkompromisnoj borbi za zaštitu prirode i spada u red NVO sa najvećim kredibilitetom. Dovođenje kompanije koja prodaje prirodnu kozmetiku od sastojaka ne testiranih na životinjama u vezu sa Greenppeace-om je gotovo od neprocenjivog marketinškog značaja. Na bilbordima i flajerima deljenim tokom kampanje je pisalo „Možete se učlaniti u Greenpeace u najbližoj prodavnici Body Shop-a". Pored pristupnica Greenpeace-u, tokom kampanje u objektima su se nalazili i info-punktovi o kampanji i akutelnim problemima u zaštiti prirodne sredine. Rezultat kampanje je bio porast posećenosti objekata i što je još važnije povećanje lojalnosti kupaca bez troškova uvođenja lojaliti programa.
Povrh svega, radikalne kampanje poput one protiv Šela ili Eksona privlače medijsku pažnju. Čak i kad bi neka kompanija uložila finansijska sredstva neophodna da se dobije ista minutaža na televiziji, objavi isti broj članaka itd. ne bi ostvarila ni približno isti efekat. Prosto, jer je uticaj nezavisno objavljenih izveštaja na gledaoce/čitaoce neuporedivo veći nego oglasa ili reklama.
Ovakvom politikom Body Shop je ostvario:
- Uštede na troškovima reklamiranja(izdvajanja za kampanje su bila manja nego marketinški budžeti maloprodajnih lanaca slične veličine)
- Ostvarivani su odbici od poreza
- Vrednost dobijenog medijskog prostora zahvaljujući društvenom aktivizmu je 1990. procenjena na oko 3 miliona funti samo u Engleskoj
- Potpuno se diferencirao od konkurencije.
- Stvoren je imidž brižnog zelenog lanca.

Uštede su ostvarene i na ambalaži. Naime, proizvodi su takođe pakovani u prilično neatraktivnu ambalažu u početku sa ručno ispisanim nazivima. U prvim danima poslovanja politika reciklovanje ambalaže i „refil or bring your own“ je bila neophodna zbog nedostatka sredstava, no kako se pokazala veoma veoma popularnom, ona je nastavljena. Ovakva politika pakovanja ne samo da je donosila uštede, nego je i doprinosila pojačavanju imidža brižnog zelenog lanca.
Među prvim koliko toliko klasičnim marketinškim aktivnostima bilo je uvođenje knjige o proizvodima u svakom objektu. Knjige sadrže prilično detaljne informacije o proizvodima, sastojcima te njihovom delovanju, ali i za veliki deo artikala i priču kako je proizvod nastao. Naravno, ova knjiga je pojačavala poverenje u kvalitet proizvoda.
Body Shop je među pionirima, ako ne i začetnik prakse da kompanije posvećuju znatan procenat svojih ljudskih i finansiskih resursa promovisanju određenih društvenih stavova. Samo posetom bilo kojoj internet prezentaciji ogranaka Body Shop-a širom sveta, postaje jasno koliko se pažnje posvećuje promovisanju društvenih vrednosti za koje se kompanija zalaže. U sledećim redovima je u originalu preuzet deo početne strane sekcije internet prezenatcije Body Shop International koje se bavi ovom tematikom.
We consider testing products or ingredients on animals to be morally and scientifically indefensible. find out more
We support small producer communities around the world who supply us with accessories and natural ingredients. find out more
We know that you're unique, and we'll always treat you like an individual. We like you just the way you are. find out more
We believe that it is the responsibility of every individual to actively support those who have human rights denied to them.
We believe that a business has the responsibility to protect the environment in which it operates, locally and globally. find out more
Body Shop je preduzeo konkretne akcije čime je pokazao da aktivno radi na ostvarivanju vrednosti, a ne samo na njihovom promovisanju. U ove aktivnosti spada poziv kupcima i javnosti na bojkot Eksona i već pomenuta kampanja i protesti protiv Šela i Nigrijske vlade povodom grubog kršenja osnovnih prava Ogonija. Osim toga, kompanije koje žele da budu dobavljači Body Shop-a u okviru revizije poslovanja, moraju da ispune i kriterijume vezane za poštovanje ljudskih i radničkih prava, te zaštitu prirode. Zaista bi trebalo mnogo vremena da se pobroje sve aktivnosti i kampanje Body Shop-a u vezi sa vrednostima kompanije. Posebno se ističu aktivnosti na uspostavljanju trgovinskih veza sa zajednicama i plemenima koja i dalje žive na tradicionalni način(Mnoga od ovih društava žive u pra-šumama). Community Trade program je takođe izazvao veliku medijsku pažnju, dodao kredibilitet tvrdnji da lanac zaista koristi prirodne sastojke što je pozitivno uticalo na prodaju.

### Negativni aspekti marketinga socijalnih vrednosti i Community trade programa
Sve strategije pa i ova imaju neke loše strane. Isticanje društvenih vrednosti i sopstvenog „poštenja“ podiže očekivanja potrošača, te čini kompaniju znato ranjivijom prema optužbama o neetičkom poslovanju. Prve veće probleme Body Shop je imao sa svojom kampanjom „Ne testiranju na životinjama“. Naime, kompanija se obavezala da u svojim proizvodima neće koristiti hemikalije testirane na životinjama. Nažalost, većina supstanci danas poznatih nauci je bar nekad testirana na životinjama. Mediji su ubrzo po početku kampanje preneli izjave stručnjaka o sastojcima koje Body Shop koristi u svojim proizvodima, a testirane su na životinjama. Negativna reakcija potrošača je sledila, što je iznudilo izdvajanje znatnih resursa ne bi li se objasnila politika i praksa preduzeća u ovoj oblasti. Na kraju je slogan promenjen iz „Ne testiranju na životinjama“ u „Protiv testiranja na životinjama“. Kompanija se obavezala da neće koristiti hemikalije koje su testirane na životinjama tokom prethodnih pet godina i da će, kroz strogu kontrolu, obezbediti da dobavljači uključujući tu i njihove koperante ne testiraju supstance na životinjama.
Program emitovan na ITV-ju u maju 1992. je u potunosti otkrio koliko je Body Shop ranjiv negativnim novinarskim izveštajima. U emisiji Dispatches su između ostalih iznete optužbe da se kompanija uopšte ne razlikuje od drugih u pogledu testiranja na životinjama i da je njihov Comunity trade program samo reklamna prevara. Dan posle emitovanja programa, akcije Body Shopa su pale sa 230 na 170 penija, a prodaja se smanjila za oko 30%.
Do ovih posledica svakako ne bi došlo da kompanija nije faktički učinila vrednosti alfom i omegom svog imidža. Druge kompanije poput Šela, gotovo bez ikakvih posledica na svoju profitabilnost prebrođuju čak i dokazane slučajeve kršenja osnovnih ljudskih prava. Sa druge strane ovakva reakcija potrošača je prirodna(iako se nikako ne može reći da je opravdana). Naftne kompanije već više decenija imaju lošu reputaciju. Mnogi politički skandali, pa čak i ratovi se vezuju za ovu branšu, stoga potrošači ne očekuju etičko ponašanje naftnih divova. Posledično vesti o neetičkom ponašanju u ovom sektoru znatno manje utiču na odluke potrošača u pogledu izbora snabdevača naftnim derivatima nego što je to slučaj u većini ostalih sektora.
Sa druge strane, većina potrošača Body Shop-a želi prirodne proizvode i logično je da bilo kakvo dovođenje u sumnju sadržaja proizvoda ima ozbiljne posledice na obim prodaje. Povrh svega, dobar deo potrošača se vezao za ovaj lanac upravo zbog kampanja i vrednosti koje on promoviše, te su se mogi čak osetili izdanim i prevarenim.
Politika društvene odgovornosti proizvela je situaciju u kojoj kupci Body Shop-a nisu zadovoljni kada proizvodi ispune ili prevaziđu njihova očekivanja, po svim uobičajenim kriterijumima. Šta više, nije bilo dovoljno ispuniti ni najviše standarde kozmetičke industrije. Celokupno poslovanje preduzeća moralo je da ispuni veoma visoke samo-nametnute moralne i etičke standarde poslovanja da bi potrošači bili zadovoljni (od fer isplata za proizvode amazonskih plemena, preko tretmana radnika u fabrikama dobavljača, do kampanja usmerenih ka podizanju svesti o HIV-u). Ispunjenje ovakvih očekivanja dodaje znatne troškove koja kompanije ne bi imala da se nije opredelila za društveno-odgovornu politiku poslovanja. No kao što je istaknuto u uvodu ovog dela teksta, autor u potpunosti podržava društveno-odgovorno poslovanje Body Shop-a. Cilj ovog dela rada je da demonstrira koristi po kompaniju od usvajanja društveno-odgovorne poslovne koncepcije bez skrivanja negativnih posledica na poslovanje i profit.

## Posledice zapostavljanja tradicionalnih metoda i kriza u devedesetim
Cenu zapostavljanja marketinških aktivnosti Body Shop je platio ubrzo po ulasku u kolevku marketinga – SAD. Problem nije toliko bio u nedostatku marketinških aktivnosti u užem smislu (reklamiranje), već u nedostatku istraživanja stavova, navika i potreba američkih potrošača. Doduše, ovu grešku veoma često čine najuspešniji lanci pri osvajanju novih tržišta. Čak deluje da što je uspešniji neki lanac na domicijalnom tržištu, to je verovatnije da će pokušati potpuno preslikavanje načina poslovanja i na nova tržišta. Uzrok leži u stečenom samopouzdanju na domaćem tržištu koje zna da dovede i do idealizovanja sopstvene firme, te stvaranja načina razmišljanja koji ima dosta sličnosti sa ideologijom.
Body Shop je krenuo u gotovo prosto preslikavanje poslovanja iz Ujedinjenog Kraljevstva na američko tržište. Takođe je otvorena fabrika sopstvenih proizvoda i nije se oglašavao putem elektronskih i štampanih medija. Reklamni posteri i ostali materijal korišćen u Engleskoj su postavljani i u američke prodavnice. Proizvodi su takođe bili gotovo identični.
Koliko je ovakav pristup opasan i do koje mere mora da se posvećuje pažnja i najsitnijim detaljima, pokazuje primer bočica sa prevrtanjem i odvrtanjem. Naime, u Engleskoj, Body Shop je bez ikakvih problema prodavao svoje proizvode u bočicama sa čepom na odvrtanje, pa je po inerciji to činio i u SAD-u. Kada je već postalo jasno da stvari ne idu najbolje po Body Shop u SAD-u, preduzeta su istraživanja. Jedno od „otkrića“ je bilo da se preko 85% amerikanaca, (kada se jedne pored drugih nalaze obe vrste bočica) opredeljuje za one sa prevrtanjem. Body Shop je imao samo bočice na odvrtanje kao i niz drugih detalja koji su kumulativno činili da se Amerikanci ne osećaju veoma prijatno u samim objektima.
Posebna priča su nepromišljena upotreba plakata korišćenih u Engleskoj na američkom tržištu. Menadžeri Body Shopa nisu obratili pažnju na razlike u američkom i evropskom shvatanju dobrog ukusa pri upotrebi muškog tela u reklamne svrhe. Postavljanje plakata za Fake It! Self-Tan losion je izazvalo niz negodovanja od pritužbi kupaca o „postavljanju nepristojnih postera „gde deca mogu da ih vide“ pa do članaka u novinama. (USA Today). Jedan drugi poster je doveo do optužbi da lanac promoviše homoseksualnost.

### Konkurencija i pre-ambiciozni planovi
Samo je pitane vremena kada će konkurencija početi da kopira uspešne koncepte i praksu. Copy-cat Body Shop-ovi su počeli da se pojavljuju krajem osamdesetih. Poseban problem kompaniji predstavljao je ulazak novog lanca na tržište SAD-a - Bath&Body Works, a i ostali trgovci kozmetičkim proizvodima su brzo iskopirali Body Shop sa svojim „potpuno prirodnim“ linijama proizvoda. Konkurencija je za razliku od engleskog lanca dobro poznavala američko tržište, te je uspešno prilagodila koncept potrošačima u SAD-u. Bath&Body Works je za duplo kraće vreme uspeo da otvori dvaput više prodavnica od Body Shop-a.
Menadžment Body Shop-a je i pored velikog uspeha konkurenata i dalje vodio kompaniju po pre-optimističkom biznis-planu. Faktički je pretpostavljeno da se skoro neće pojaviti ozbiljna konkurencija na tržištu SAD-a i da će 21 vek, lanac dočekati sa preko 500 prodavnica u Americi (01.08. 2001. Body Shop je pod svoijm okriljem imao 281. objekt u SAD-u ). U skladu, sa ovim planovima i predviđenim rastom prodaje od oko 35% godišnje projektovani su sopstveni proizvodni kapaciteti. Kriza u kompaniji počela je da se oseća od 1994, a širenje lanca faktički zaustavljeno 1993. Proizvodnja je bila značajno ispod kapaciteta, a fiksni troškovi su počeli da ugrožavaju poslovanje kompanije.
Body Shop je pokušavao da se prilagodi američkom tržištu, pa je po prvi put i počeo da se reklamira putem malih ekrana. Iako je ostvaren izvesan uspeh u drugoj polovini devedesetih, Body Shop nije uspeo da savlada samostalno sve izazove poslovanja na američkom tržištu. Stoga je, u julu 1998, prepušteno upravljanje američkim ogrankom kompanije Belami trgovinskoj grupi. Adrian Belami je ovim ugovorom dobio i opciju da otkupi 51% Body Shop-og ogranka u Sjedinjenim Državama.

### Problemi u Engleskoj
Opadajuća profitabilnost uz uglavnom rast obima prodaje usled povećanja broja prodavnica na tržištima Irske i V. Britanije je između ostalog i posledica:
- zapostavljanja razvoja proizvoda,
- nedostatka redizajniranja prodajnih objekta
- prevelike koncentracije na ekspaniziju prodajne mreže
- loše organizovane proizvodnje i distribucije
- pojave konkurencije

Anita Rederik često ističe kako je ona videla Body Shop kao „shop opening company“. Distribucija i proizvodnja nisu adekvatno i dovoljno razvijani. Lanac se i dalje snabdevao iz sopstvenih fabrika. Međutim, fabrike koje su ranije bile koliko toliko optimalno pozicionirane, jednostavno nisu mogle da prate razvoj mreže. Troškovi distribucije postali su suviše visoki. Rokovi isporuke su postali neprihvatljivo dugački, te se često dešavalo da objekti ostanu bez najprodavanijih artikala. Veoma je teško organizovati proizvodnju u sopstvenim fabrikama za lanac koji ima izrazito visoku stopu povećavanja broja objekata i tržišta na kojima posluje. Uprava preduzeća nije ni posvećivala dovoljno pažnje ovoj problematici gotovo do sredine devedesetih. Dodatno je stvari kompliciralo to što su neke fabrike locirane u gradovima koji su imali velike socijalne probleme iz neposlovnih razloga.
Od sredine devedesetih, brižljivo je implementiran plan o prelasku sa sopstvene proizvodnje na outsourcing. Takođe je počela revizija distribucije proizvoda. Međutim, glavni propust nije ležao u distribuciji ili proizvodnji, već u marketinškoj sferi(u najširem značenju ove poslovne funkcije). Kompanije koje imaju izrazito inovativnu ili jedinstvenu ponudu, mogu sebi priuštiti neefikasnost u određenim aspektima poslovanja, prosto, jer jedinstvena ponuda omogućuje veću slobodu u formiranju cena. Body Shop je izgubio „jedinstvenost“ usled velikog broja imitatora. U isto vreme, mali broj novih proizvoda je ponuđen tržištu u prodavnicama čiji dizajn enterijera nije menjan od početka osamdesetih. Veliki lanci poput Boots-a su ponudili potrošačima sopstvene asortimane prirodne kozmetike na često pogodnijim lokacijama od Body Shop-a. Na tradicionalnim lokacijama Body Shop-a, novi lanci specijalizovani za prirodnu kozmetiku su počeli da otvaraju svoje prodavnice. Među njima je i možda najozbiljniji pretendent da potisne Body Shop, Lush - lanac koji je osnovao njihov bivši radnik. Ponuda konkurenata je obilovala novim proizvodima, upakovanim na često nesvakidašnji način, privlačeći kupce koji ipak daju značaj pakovanju, a kupovali su u Body Shop-u zbog sadržaja proizvoda. Sa druge strane, i još neki maloprodavci uveli su slično minimalističko pakovanje, ali i pregršt novih proizvoda, čime su veoma ugrozili poziciju Body Shop-a u tržišnoj niši koju je ovaj lanac stvorio.
Body Shop je u percepciji potrošača prestao da bude inovativan tj. postao tradicionalni lanac(terminologijom njegovih kupaca, lanac je prešao iz alternative u mainstream). Od druge polovine devedesetih, prosečni godišnji promet po objektu je beležio pad. Treba napomenuti da lanac nije poslovao sa gubitkom i da je beležen uglavnom rast ukupnog obima prodaje, usled povećanja broja prodavnica.

## Restrukturiranje
Još početkom devedesetih, iskazana je želja osnivača i ostatka uprave Body Shop-a da se izvrši reorganizacija preduzeća. Iz više razloga, nijedan sveobuhvatniji plan reorganizacije nije sproveden do kraja. Roderikovi su 1996. prepustili(kako to oni nazivaju) svakodnevno upravljanje kompanijom, menadžeru(koji je ubrzo ostao bez posla pošto se Aniti Roderik nije svideo plan reorganizacije koji je uključivao stvaranje profitnih centara i otpuštanje manjeg broja zaposlenih). Potom je angažovan Isak Adidžes. Međutim, njegovi, kao i planovi njegovih prethodnika nikad nisu sprovedeni do kraja. Interesanto je da Isak Adidžes javno ističe da je bio angažovan u Body Shop-u iako je Anita Roderik čak i u svojim knjigama diplomatski rečeno veoma kritična prema njemu.
Pravo restrukturiranje započinje 1998. dolaskom Patrick Gorneja na mesto CEO-a. Upravljanje američkim ogrankom firme je prepušten Belami trgovinskoj grupi, što je bio prvi korak ka stvaranju divizija. Tokom 1999. je završeno formiranje četiri poslovne celine i to za: Veliku Britaniju i Irsku, Amerike, Evropu i Aziju. Franšizerima, koji nisu ulagali adekvatno u opremanje i održavanje prodavnica, ponuđeno je otkupljivanje objekata. Ovim je dopunjen program osavremenjavanja prodavnica iz 1997. kojim su između ostalog uvedene i male prostorije za tretmane. Počevši od 1996. iz asortimana se polako povlače jeftiniji proizvodi. Donekle je u ovom periodu prihvaćeno mišljenje da je lanac „sazreo“, te da bi trebao da se repozicionira ka potrošačima sa većom platežnom sposobnošću. Uveden je veliki broj novih proizvoda u relativno skupoj ambalaži(relativno u odnosu na standardno pakovanje u Body Shop-u). Očekivalo se da će udeo novih proizvoda u ukupnoj prodaji biti oko 40%.Već se do božićne prodaje 2001. ispostavilo da je lanac iz jedne krajnosti otišao u drugu(od nedostatka novih artikala, pa do hiper-produkcije novotarija, od nepromenljivosti ambalaže do praćenja trendova). Kupci su odbili nove proizvode između ostalog i što su prilično odudarali od Body Shop-ovog brenda. Na kraju je odlučeno da se veći deo starih proizvoda vrati u asortiman.
Like for like prodaje su i dalje padale. Situaciju je dodatno pogoršao preambiciozno smišljeni plan za razvoj prodaje putem interneta. Ugovor je potpisan sa Softbank Venture Capital-om u aprilu 2000te. Ubrzo potom je faktički raskinut, jer se shavtilo da distribucija i još neki infrastrukturni sistemi ne bi mogli da ispune predviđene zadatke.
Struktura Body Shop-ovih potošača početkom XXI veka se izmenila u odnosu na početak devedesetih. Povećano je učešće starijih generacija, odnosno lanac je faktički imao iste kupce sa početka devedesetih, a slabo je pridobijao nove. Ponuda novih konkurenata je bila znatno interesantnija mladim.
Prva reklamna kampanja koju je Body Shop uopšte sproveo u Engleskoj, vođena je ne bi li se privukli potrošači u 20-tim. Osim klasičnijih metoda reklamiranja, korišćeni su flajeri i posteri u toaletima noćnih klubova i pabova. Ovom kampanjom prekinuta je politika ne-reklamiranja. 
Kriza je dostigla kulminaciju 2001. Prodaja po objektu je u odnosu na prethodnu godinu opala za 2%. Roderikovi su hteli da prodaju svoje akcije meksičkoj kompaniji Gruppo Omnilife koja takođe deli slične stavove o društvenoj odgovornosti preduzeća. Međutim, Omnilife nije uspeo da isfinansira posao. Potom su Roderikovi ostajući dosledni svojim principima, uveli „Roderik test“ za sve koji su želeli da prezmu kompaniju. Konkurentski lanac Lush je odbijen iako je ponudio više nego što je traženo, uz prihvatanje ugovorne obaveze da vodi Body Shop na društveno-odgovoran način. Roderikovi jednostavno nisu smatrali da je vlasnik Lush-a, Mark Constantine, moralno podoban.
Posle neuspele prodaje, kompanija je ušla u fazu radikalnih promena. Loši rezultati su uslovili rast pritiska akcionara na Roderikove da prepuste upravljanje kompanijom, što su oni i prihvatili. Iako je Anita Roderik često optuživana da diktatorski vodi kompaniju, ona je prilično demokratski prihvatila njihovu želju da prepusti upravljanje istom. Naime, Roderikovi i njihov blski prijatelj Ian McGlin su posedovali 52% akcija, te su svakako mogli da zadrže položaje. Pored Roderikovih, CEO i još neke vodeće ličnosti su napustile upravljačke funkcije.
Odlučeno je da se u Evropi i Americi otkupi što više prodavnica od franšizera i da se, gde je god moguće eliminiše glavni franšizer za određeno tržište. Naime, do tada je funkcionisao sistem u kome je Body Shop International dodeljivao glavnu franšizu za, uglavnom, nacionalno tržište. Glavni franšizer bi potom vršio obuku i usklađivanje poslovanja sa pod-franšizerima koji su često imali određeni segment nacionalnog tržišta. Neki od nedostataka ovakve organizacije su:
- u cenu su morali biti ugrađeni troškovi Body Shop Int. glavnog, pa zatim i troškovi pod-franšizea.
- Svaki franšizer je organizovao distribuciju na svojoj teritoriji, što je povećavalo troškove i vreme dostavljanja proizvoda
- Mnogi franšizeri nisu adekvatno ulagali u objekte
- Otpor franšizera razvoju Body Shop at Home

Itd.
U zemljama Evropske Unije je posebno dolazila do izražaja neracionalnost franšizerske i distributivne mreže. U Nemačkoj i Francuskoj su dve kompanije vodile poslovanje od kojih je svaka imala svoje distributivne centre. Jugozapadni deo Nemačke se snabdevao iz drugih delova zemlje, iako je centar u Francuskoj bio neuporedivo bliži. Postojala su velika neslaganja između franšizera i uprave oko Body Shop at Home ogranka za direktnu prodaju. Vlasnicima franšiza je smetalo što direktna prodaja umanjuje njihovu. Sa druge strane, interes celog sistema je svakako bio dalji razvoj direktne prodaje. Prodavci su radili na proviziju, tako da osim povećanja distributivnih troškova, kompanija praktično nije imala drugih rashoda. Posebno pozitivan efekat je i što se direktna prodaja razvijala u malim mestima gde inače ne bi bilo isplativo otvarati prodavnicu. Ovaj kanal je u velikoj meri komplementaran sa internet prodajom. Prodavci su predstavljali proizvode na „kućnim zabavama“ što je omogućlo potrošačima u malim sredinama direktan kontakt sa proizvodima. Sa druge strane, mogli su da ih naruče preko interneta. Uvedena je naknada frašizerima za umanjenje prodaje usled razvoja direktnog kanala. Svakako je i želja da se ova naknada ukine, doprinela donošenju odluke o otkupu prodavnica franšizera.
Druga strana medalje je svakako i to što su glavni franšizeri uložili kapital i razvili tržišta, pa je Body Shop kada je posao već uhodan jednostavno želeo da isključi do jučerašnje partnere. U kratkom periodu je otkupljeni ili isključeni veliki broj franšizera iz Evrope, Britanije kao i iz u SAD-u i Kanade. Posle izesnih pozitivnih rezultata u SAD-u, Body Shop-USA je vraćen pod upravu kompanije.
Odlučeno je da se utrostruči broj prodavaca u direktnoj prodaji na teritoriji Britanije. Direktni kanal prodaje je osim na pomenutom tržištu postojao i u Australiji i Kanadi od 1995. odnosno ’97. respektabilno, a 2001-e je uveden i u Irskoj i SAD-u. Tokom 2005-te je Body Shop imao u Britaniji više od 3.000 konsultanata(naziv za prodavce u direktnom lancu). Upravo je ovaj kanal zaslužan što ukupan obim prodaje nije znatno opao u kriznim godinama. Tokom 2001/02. je preko ovog kanala Body Shop ušao u 103.762 domova tj. to je broj kućnih zabava koje su konsultanti napravili. Njima je prisustvovalo nešto manje od milion potrošača.
Lanac se nada da će na tržištima koje je već pokrio svojim prodavnicama dugi niz godina, upravo ovaj kanal biti motor rasta, kao što je i bio prethodnih godina.
Tabela 1: Poređenje prodaje u 2005 sa 2004.
Rast prodaje putem Body Shop at Home je zaista impresivan, naročito kada se ima u vidu da taj oblik prodaje postoji u zavisnosti od tržišta više od 10 godina i da je prosek rasta na svim tržištima prethodnih pet godina oko 35%. Razvoj direktnog kanala sprečio je pad obima prodaje. Iz raspoloživih podataka je uočljivo da se direktni lanac prodaje razvijao brže na tržištima koja su pokrivena i internet prodajom.
Paralelno sa promenama u poslovanju na starim tržištima i pored krize Body Shop je nastavio ekspaniziju. U Južno Afričkoj Republici, glavna franšiza je dodeljena New Clicks Holdings-u, a poslovanje na tom tržištu je organizovano u skladu sa metodama koje su korišćene u prethodnom periodu, za ulazak na nova tržišta.

### Kratak pregled ogranizacionih i strateških promena i njihovih posledica
Početkom devedesetih, lanac je imao karakteristike vertikalno organizovane kompanije:
- Samostalno organizovana proizvodnja u sopstvenim fabrikama
- Samostalni razvoj proizvoda
- Sopstevni distributivni sistem
- Sopstveni maloprodajni sistem.
- Sopstvenu veleprodaju
- Sopstvenu maloprodaju
- Iako je poslovao na više kontinenata sa dosta frašizera, upravljanje je bilo centralizovano za sve segmente poslovanja od proizvodnje do prodaje.

Od sredine devedesetih restrukturiranje kompanije je za cilj imalo fokusiranje na kraj kanala prodaje, odnosno širenje načina i metoda prodaje krajnjem potrošaču(internet, direketna prodaja, kataloška i prodaja kroz apoteke)
Neke od preduzetih promena u tom smislu su:
- prodaja fabrika
- outsourcing(od proizvodnje, preko distribucije pa do upravljanja)
- razvoj novih kanala prodaje
- decentralizacija upravljanja(po tržištima i kanalima prodaje u okviru jednog tržišta)

Problemi su neminovni pri restrukturiranju, a među najvećim koje je Body Shop imao bilo je nesnalaženje u organizovanju snabdevanja prodavnica i konsultanata. Često su objekti ostajali bez najprodavanijih artikala sa svim negativnim posledicama koje to ostavlja na prodaju koja je već bila umanjena. Cela kompanija pre restrukturiranja bila je organizovana oko vertikalnog kanala od sopsvene proizvodnje do maloprodaje. Svi sistemi, pa i protok informacija i znanje zaposlenih bilo je formirano u skladu sa zahtevima vertikalno integrisanog sistema. Menadžement nije znao kako da organizuje kompaniju bez sopstvene proizvodnje, a dugogodišnje ne ulaganje u informacijske sisteme ih je uz to ostavilo bez adekvatnih podataka za odlučivanje. Verovatno ni menadžement koji ima veliko iskustvo u vođenju kompanija koje su organizovane po modelu koje je Body Shop pokušao da primeni, ne bi imao mnogo bolje rezultate.
Sreća u nesreći bila je nesreća što je ogranak u SAD-u zapao u krizu, znatno pre nego što su problemi izašli na videlo u Engleskoj. Kao što je već rečeno, upravljanje ogrankom u SAD-u prepušteno je Belami trgovinskoj grupi čiji je predsednik posle uspešnog oporavka u SAD-u, doveden na čelo Body Shop International. Stečeno iskustvo u restrukturiranju američkog ogranka je primenjeno na matičnom tržištu. Otpočelo je uvođenje integralnog informativnog sistema za celu kompaniju. Kada se proces završi, uprava će na raspolaganju imati mnogo više od sveobuhvatnih podataka o prodaji, stanju u distributivnim centrima ili cash-flow-u. Body Shop je na dobrom putu da do kraja 2007-e poveže sve prodavnice u integralni informacioni sistem. Tada bi menadžeri na svim nivoima trebali da osete koristi od SAP-a. Između ostalog, menadžeri na lokalnom nivou će na raspolaganju imati SAP POS Data Management. Potporu razvoju novih proizvoda daće mySAP- Product Lifecycle Management.

### Repozicioniranje brenda (na tržištima Ujedinjenog Kraljevstva, Irske i Kanade)
Osamdesetih godina, većina kupaca u prodavnicama Body Shop-a je bilo ispod 30 godina. Lanac je stvorio nišu za sebe razvijajući, za masovno tržište, gotovo potpuno nepoznate proizvode od prirodnih satojaka u minimalističkoj ambalaži. Osim toga izrazito aktivan pristup društvenim pitanjima i odgovornost prema široj zajednici je učinio Body Shop zaista jedinstvenom kompanijom u percepciji potrošača. Tadašnji divovi kozemtičke industrije su često opisivali ovaj lanac kao „mesto gde tinejdžeri odlaze kad skupe dovoljno sitniša“.
Tokom devedesetih, Body Shop je usled pojave konkurencije izgubio dosta od svog imidža inovativnog lanca. Neefikasnosti u proizvodnji i distribuciji su dovele do rasta cena. Osim Hempa, lanac nije uspeo da tržištu ponudi nove i uzbudljive proizvode. Lanac je dosta dobro zadržavao svoje višegodišnje kupce, ali je imao malo uspeha u privlačenju novih. Prosečan kupac je postajao sve stariji. Pred kraj devedesetih, pokušano je privlačenje mlađih kupca sa novim proizvodima, upakovanim na sličan način kao što konkurencija to čini. Rezultati su bili razočaravajući, novih kupaca je bilo malo, a stari su bili razočarani što su izbačeni neki tradicionalni proizvodi, te je ubrzan pad prodaje po prodajnom objektu.
Početkom novog veka je napuštena politika ne reklamiranja, opet u pokušaju da se privuku „tradicionalni“ potrošači tj. mlađi od 30. Posle neupeha su izvršene najveće promene na vrhu kompanije – Roderikova je prepustila upravljanje kompanijom. Ubrzo je odlučeno da se kompanija repozicionira kao „Masstige" brend tj. između prestižnih i masovnih brendova. U Body Shop-u najviše vole da ovu strategiju opišu kao prodaju najkvalitetnijih prstižnih proizvoda, po cenama koje većina može da priušti. Započeto je redizajniranje prodavnica, proizvoda, itd. kako bi kompanija zaista podigla prestižnost svojih objekata. Za ovakvu strategiju se opredelilo između ostalog i zbog činjenica da:
većina kupaca je starija od 30 godina
nemogućnosti da se zadrži izrazito inovativni imidž i cenovna konkurentnost.
znatan broj potrošača percipira Body Shop kao deo establišmenta sa tradicijom, višim cenama od konkurencije i kvalitetnim proizvodima 
veće marže u masstige sektoru tržišta(u odnosu na jeftine proizvode za tinejdžere)
Body Shop svakako nije mogao da bude cenovno konkurentan u odnosu na lance poput Boots-a i nekih supermarketa. S druge strane, stalni ulazak novih konkurenata u nišu, znatno podriva imidž inovativnog lanca koji je veoma teško zadržati kada lanac postoji bezmalo trideset godina. Novi konkurenti su i zbog samog ulaska u nišu u startu percipirani kao inovativni, a nije ni potrebno govoriti koliko je njima lakše da sačuvaju takav imidž nego Body Shop-u.
Repozicioniranje je bila nužna, zakasnela reakcija na razvoj konkurencije u niši. Nova strategija je faktički odbrambena – sada je važnije zadržati učešće na tržištu, nego širiti isto kao što je to bio slučaj na početku.

## Prodaja L`Oreal-u
Tokom 2006. Bodi šop je prodat L`Orealu za 652 miliona funti. Ovaj potez je izazvalo revolt i bojkot od strane potrošača koji su bili lojalni Bodi šopu iz etikih razloga. L'Oreal je najveća kozmetička kompanija na svetu i njeni proizvodi se testiraju na životinjma što je potpuno u suprotnosti sa načelima Bodi šopa.
Anita Roderik je branila ovu odluku uz komentar da je ona sada Trojanski konj koji će iznutra promeniti kozmetičku industriju.

## Zaključak
Koliko god da Body Shop donosi novi način razmišljana u poslovni svet, toliko i potvrđuje neka opštepoznata pravila, koja su svi školovani menadžeri naučili, ali retko u praksi primenjuju.
Body Shop je samo još jedna u nizu kompanija, koja je dokazala da uspeh rađa neuspeh. Preduzeća koja ostvare veliki uspeh na nekom tržištu, a naročito kada je to ostvareno na netradicionalni način, po pravilu, šireći se, slepo preslikavaju način poslovanja na nova tržišta. Upravo je to razlog neuspeha Walmarta u Nemačkoj ili što se SAD često naziva grobljem evropskih trgovaca. Body Shop je takođe napravio ovu grešku pri ulazu na američko i još neka tržišta. 
Body Shop je dokazao da kompanija može dostići globalno poslovanje bez reklamiranja, ali isto tako potvrdio da se ne smeju zanemariti šire marketinške aktivnosti, pre svega istraživanje tržišta i potreba potrošača. Lanac je počeo sistematski da se bavi tržišnim istraživanjima, tek kasnih devedesetih kada je prodaja po objektu počela da opada. 
Možda je najveći doprinos Body Shop-a to što je nedvosmisleno dokazao da su neprofitabilne investicije motivisane željom za dobrobiti šire drušvene zajednice, prirode ili plemenskih zajednica i te kako profitabilne. Posebno treba istaći Community trade program Body Shop-a. Jedni razlog što ovaj program nije prezentovan u ovom tekstu je što bi to iziskivalo poseban rad, a cilj ovog rada je bio da se pokaže da kompanije mogu u isto vreme biti društveno-odgovorne i profitabilne.
Body Shop je doprineo razvijanju sistema za reviziju uticaja poslovanja kompanije na prirodu i društvenu zajednicu. Više puta je odavano priznanje kompaniji od strane UNDP-a za njihove aktivnosti u ovoj oblasti. KPMG i Body Shop su zajednički počeli da razvijaju sisteme i metode revizije u ovim oblastima 1998, a Body Shop je često sam pružao besplatnu pomoć preduzećima koja su želela da i u ovoj oblasti izvrše reviziju svog poslovanja.
Odgovor na pitanje iz naslova je: Da, Body Shop je svakako do početka restrukturiranja bio brižni zeleni lanac. On je to i dalje, ali u manjoj meri. Koliko su se stvari promenile vidi se i kada se letimično porede godišnji izveštaji iz 1997/8.(kad su Roderikovi još bili na čelu kompanije) i isti dokumenti iz 2004/5. Godišnji izveštaj iz ’98. na naslovnoj strani ima sliku lista Hempa koji izgleda kao marihuana sa natpisom „Razlog za dobro raspoloženje“. Izveštaj je pun slika vezanih za društvene aktivnosti Body Shop-a. Celu drugu stranu zauzima fotografija koja se podruguje seksizmu, a ubrzo potom i slika iste veličine koja ismeva preteranu upotrebu kozmetičkih proizvoda. Izveštaj iz 2005-e isto počinje razlogom što treba biti radostan – grafik koji pokazuje rast operativnog profita. Osim jedne male slike, nema fotografija o društvenim aktivnostima Body Shop-a. U izveštaju se ističe da su napori na izgradnji kulture orijentisane ka potrošaču dale pozitivan efekat – povećanje profita. Pad procenta radnika koji volontiraju za dobrotvorne svrhe u NVO možda najbolje ilustruje promene koje je donela kultura orijentisana ka potošaču.
Nažalost, Body Shop je izgubio dosta od svoje brižnosti, ali i dalje je lider u pogledu odgovornosti prema široj zajednici i prirodi. Nadajmo se da će Body Shop i dalje davati primer drugim kompanijama, jer je povećanje odgovornosti kompanija prema široj zajednici neophodno, naročito kada se ima u vidu problem globalnog zagrevanja.

## Literatura
- Roddick, Anita „Business as Unusual“, Thorsons, London 2000.

Hartman, Kati i Bek-Dadli, Karin, „Marketing Strategies and the Search for Virtue: A Case Analysis of The Body Shop International”, Journal of Business Ethics 20: 249–263, 1999.
- Burit, Rodžer i Lehman, „The Body Shop Wind Farm - Analysis of Accountability and Ethics”, British Accounting Review(1995) 27, 167–186
- Bird, Federik, „Using International Trade as a Means for Reducing Poverty: Reflections on The Body Shop’s Community Trade Program”, Concordia University, Montreal, 2003.
- The Body Shop International Plc. „Annual Report and Accounts“, Litlhampton, 1998,1999, 2003,2004,2005
- The Body Shop International Plc, „The Body Shop Values Report – 2005“, Litlhampton, 2005.
- The Body Shop International Plc, „Social Impact Report”, Litlhampton, 2004.
- Arhive Gardiajana, Dejli telegrafa i BBC-ja

## Spoljašnje veze
- Zvanični sajt Bodi šopa
- "Body Shop Scrutinized" from Investing For A Better World, September 1994